# خنت
خنت أو قنط أو كنط (بالهولندية Gent، بالفرنسية Gand) مدينة بلجيكية، وعاصمة مقاطعة فلاندر الشرقية في الإقليم الفلامندي، تقع على بعد حوالي 50 كم شمال غربي مدينة بروكسل عند ملتقى نهري شيلدي ولييه. عام 2016، بلغ عدد سكانها 257,029 نسمة.

ذكرها الادريسي:
تعتبر غِنت ميناء مهم، حيث تربط قناة حفرت عام 1886 المدينة ببحر الشمال. تشتهر المدينة بالمنتجات الكيميائية ومحالج القطن والكتان والأزهار، ويمتد أكثر من 200 جسر فوق المجاري المائية التي تتقاطع عبر المدينة. تعتبر دار بلدية المدينة التي شيدت في القرن السادس عشر مثال رائع للفن المعماري القوطي.
أصبحت غنت مدينة مهمة في العصور الوسطى. وبلغت قمة الأهمية في القرن الخامس عشر، إلا أن الثورات والحروب مزقت المدينة عدة سنوات بعد ذلك. وقد احتلها الإسبان والفرنسيون والنمساويون في فترات مختلفة قبل استقلال بلجيكا. كما واحتلت القوات الألمانية المدينة في الحربين العالميتين الأولى والثانية.

## المناخ
يظهر الجدول التالي التغييرات المناخية على مدار السنة لغنت:
| البيانات المناخية لـغنت                | البيانات المناخية لـغنت | البيانات المناخية لـغنت | البيانات المناخية لـغنت | البيانات المناخية لـغنت | البيانات المناخية لـغنت | البيانات المناخية لـغنت | البيانات المناخية لـغنت | البيانات المناخية لـغنت | البيانات المناخية لـغنت | البيانات المناخية لـغنت | البيانات المناخية لـغنت | البيانات المناخية لـغنت | البيانات المناخية لـغنت |
| الشهر                                  | يناير                   | فبراير                  | مارس                    | أبريل                   | مايو                    | يونيو                   | يوليو                   | أغسطس                   | سبتمبر                  | أكتوبر                  | نوفمبر                  | ديسمبر                  | المعدل السنوي           |
| -------------------------------------- | ----------------------- | ----------------------- | ----------------------- | ----------------------- | ----------------------- | ----------------------- | ----------------------- | ----------------------- | ----------------------- | ----------------------- | ----------------------- | ----------------------- | ----------------------- |
| متوسط درجة الحرارة الكبرى °م (°ف)      | 6.2 (43.2)              | 7.0 (44.6)              | 10.8 (51.4)             | 14.5 (58.1)             | 18.1 (64.6)             | 20.6 (69.1)             | 23.0 (73.4)             | 22.9 (73.2)             | 19.7 (67.5)             | 15.3 (59.5)             | 10.1 (50.2)             | 6.5 (43.7)              | 14.7 (58.5)             |
| المتوسط اليومي °م (°ف)                 | 3.4 (38.1)              | 3.8 (38.8)              | 6.8 (44.2)              | 9.4 (48.9)              | 13.2 (55.8)             | 15.9 (60.6)             | 18.1 (64.6)             | 17.9 (64.2)             | 14.9 (58.8)             | 11.2 (52.2)             | 7.0 (44.6)              | 4.0 (39.2)              | 10.6 (51.1)             |
| متوسط درجة الحرارة الصغرى °م (°ف)      | 0.7 (33.3)              | 0.4 (32.7)              | 2.7 (36.9)              | 4.5 (40.1)              | 8.3 (46.9)              | 11.1 (52.0)             | 13.2 (55.8)             | 12.8 (55.0)             | 10.2 (50.4)             | 7.2 (45.0)              | 3.9 (39.0)              | 1.5 (34.7)              | 6.4 (43.5)              |
| الهطول مم (إنش)                        | 70.7 (2.78)             | 56.2 (2.21)             | 61.5 (2.42)             | 50.6 (1.99)             | 63.1 (2.48)             | 74.3 (2.93)             | 77.4 (3.05)             | 84.2 (3.31)             | 74.2 (2.92)             | 81.7 (3.22)             | 82.7 (3.26)             | 82.2 (3.24)             | 858.8 (33.81)           |
| متوسط أيام هطول الأمطار                | 12.6                    | 10.8                    | 12.0                    | 10.1                    | 11.1                    | 10.5                    | 10.3                    | 10.0                    | 10.9                    | 12.1                    | 13.4                    | 13.0                    | 136.8                   |
| ساعات سطوع الشمس الشهرية               | 61                      | 79                      | 123                     | 172                     | 204                     | 196                     | 209                     | 196                     | 144                     | 118                     | 66                      | 50                      | 1٬618                   |
| المصدر: Royal Meteorological Institute |                         |                         |                         |                         |                         |                         |                         |                         |                         |                         |                         |                         |                         |

## توأمة
لغنت اتفاقيات توأمة مع كل من:
- نوتنغهام (1985 - )[24]
- ميله (1977 - )[25]
- براشوف (1993 - )[26]
- كانازاوا (1971 - )[27]
- تالين (1982 - )[28]
- سانت رافاييل (1958 - )[29]
- المحمدية (1982 - )[30]
- فيسبادن (1969 - )[31]
- غدانسك (2009 - )

## أعلام
- الإمبراطور شارلكان

- كيفين دي بروين
- موريس ماترلينك
- جوزيف بلاتو
- جاك روج
- إيزابيلا النمساوية
- فيكتور هوندت
- أرنولف الأول كونت فلاندرز
- جون غونت
- روزالا من إيطاليا